# Château de Caunelles
Le château de Caunelles est situé dans le domaine du même nom sur la commune de Juvignac (Hérault). Datant du XVIe siècle et remanié au XVIIIe siècle, la plupart des éléments — édifices, jardins et parc — sont inscrits aux monuments historiques.

## Historique
Construite sur le domaine de Caunelles en 1263, la chapelle nommée « paroissiale de Caunelis » était sous l'égide de Charles d'Aigrefeuille,. En 1484, elle portera le nom de « paroissiale de Caunelas ». Avec l'apparition des premières cartes de Cassini en 1747, le lieu prend le nom de château de Caunelle (précision : sans la lettre S).
Le château de Caunelles, ses terrasses sur la rivière de la Mosson et ses terres sont attestés comme bien noble à la Renaissance. Henri IV attribue à Jean Hucher (~1546-1603), le titre d'écuyer et fait l'acquisition du domaine et de la seigneurie en 1595. Il est nommé médecin ordinaire du roi Henri IV en 1598, au même titre que tous les professeurs de la faculté de médecine de Montpellier durant la période de la révolution.
Sous les noms de Ducher et Duché, les sieurs de Caunelles ont habité la propriété. En 1647, Pierre Ducher est le premier consul à Montpellier. S'ensuit, en 1680, le conseiller à la chambre des comptes de Montpellier, Henri Ducher. Son fils, Jean Duché a été conseiller et second avocat général en 1714. La vente du domaine s'effectue en 1790 et la lignée s'éteint avec le Duchi de Cannelles, Xavier Duché, procureur général, qui meurt en 1802.
Le château connaît des remaniements au XVIIIe siècle. L'édifice Renaissance est profondément modifié pour laisser place à une maison de plaisance, selon la mode des « folies » montpelliéraines de l'époque : toit de tuiles creuses à faible pente, symétrie des ouvertures, moulurations, masques en agrafes de fenêtres. Il conserve cependant des éléments de sa première époque, en particulier quelques fenêtres à meneaux.
Au siècle suivant, le jardin et le parc, totalisant près de 9 ha, sont entièrement redessinés par Jean-Marie Amelin en 1823, achevés et clos en 1828. Ils comprennent une garrigue arborée, un large cordon humide en bord de rivière et une grande pinède.
Le domaine est aujourd'hui le centre d'une exploitation viticole en AOC Languedoc « Saint-Georges-d'Orques ».
À la fin de l'automne 2014, le débit de la rivière de la Mosson, jouxtant le domaine, est estimé à 410 m3/s. Il surpasse la valeur des crues centennales qui était fixée à 335 m3/s sur sols saturés. La propriétaire âgée des lieux exprime son désarroi, durant une interview réalisée en 2016, pour avoir été oubliée par les administrations après les gros dommages subis par les inondations,.

## Protection
L'ensemble du domaine comprenant le château, ses jardins et le parc à l'intérieur du mur d'enceinte, y compris ce mur et ses portails, avec le bâti correspondant — chapelle, orangerie, vestiges de la serre, noria et édicules — la maison du jardinier avec la tour-pigeonnier et le potager en totalité, y compris le sol des parcelles correspondantes ainsi que la parcelle du plantier au-dessus du parc, fait l’objet d’une inscription au titre des monuments historiques depuis le 20 avril 2006.
Durant le conseil municipal de la commune, du 17 décembre 2014, le périmètre de protection du domaine, fixé à 500 mètres, est modifié afin d'étendre les constructions de la ZAC des Constellations.